# Guise Will Be Guise
"Guise Will Be Guise" (conocido en América Latina como Las apariencias engañan y en España como Tú no eres Ángel) es el sexto episodio de la segunda temporada de la serie de televisión estadounidense Ángel. Escrito por Jane Espenson y dirigido por Krishna Rao, fue estrenado originalmente el 7 de noviembre del año 2000 por la WB Network. En este episodio Ángel va a consultar a un espiritista para solucionar su obsesión con la resucitada Darla, mientras Wesley se hace pasar por su jefe para cubrirlo en una misión.  

## Argumento
Ángel intenta cazar a Darla en Wolfram & Hart, pero Cordelia y Wesley lo detienen. Angel consulta al demonio "el dueño" del cantabar Caritas, quien lo manda con el swami T'ish Magev para que lo ayude. Cordelia y Wesley cuidan la oficina mientras Ángel está afuera, ambos se alegran de que su jefe busque ayuda para eliminar su obsesión con Darla. 
En la oficina, un guardia amenaza a Cordelia a punta de pistola exigiendo ver a Ángel, y Wesley se ve obligado a suplantar a su jefe con tal de salvarla. Magnus Bryce, un astuto y rico hombre de negocios, es el responsable de recurrir al secuestro y las amenazas con tal de obtener los servicios de Ángel. Magnus explica que quiere proteger a su hija de los intentos de asesinatos ordenados por la compañía rival dirigida por Paul Lanier. Le ofrece sangre a Wesley, quien se ve obligado a beberla para seguir con su encubrimiento. Wesley entonces conoce a la hija del Sr. Bryce, Virginia, y los dos van de compras. Virginia le comenta a Wesley que lo único que quiere es liberarse de la prisión a la que su padre la ha sometido, y después los dos se besan. Virginia inicialmente se detiene, creyendo la maldición de Ángel como un obstáculo, pero Wesley no puede contenerse y los dos se entregan completamente. 
Mientras en tanto, en una tranquila cabaña, Ángel habla con el swami sobre su elección de ropa, estilo de auto, y gel para el cabello. El swami entonces le aconseja a Ángel buscar una rubia y romperle el corazón, para que se sienta mejor de su situación con Darla. Poco después, el swami habla con Paul Lanier por teléfono, revelando que es un impostor (que le siguió la pista a Ángel luego de que un soplón de Caritas determinara los planes más recientes del vampiro). En la conversación, en la que ambos determinan que Ángel esta en la cabaña, los dos descubren que Wesley no es Ángel. Lanier informa a Bryce de que un impostor está protegiendo a Virginia. 
Gunn rastrea a Angel hasta la cabaña, pero al llegar es noqueado por el swami. Angel lo presencia, y usa una caña de pescar para arrastrar al hombre hasta la sombra e interrogarlo. Cordelia llega a la casa de Bryce, pero no evita que Wesley sea desenmascarado como un impostor. Al enterarse de que nunca estuvo bajo protección de un vampiro, Virginia se molesta con Wesley y los empleados de IA son expulsados de la casa. 
Dispuesto a aumentar su poder, Bryce planea sacrificar a su propia hija a Yeska una demonio que provee de enorme poder a todo aquel que le ofrezca una virgen en su cumpleaños 50 (siendo esa la razón por la cual Bryce escogió a Ángel como guardaespaldas de su hija, sabiendo que la maldición prevendría el sexo). Ángel y Wesley concluyen que Lanier intentaba prevenir el sacrificio para que Bryce no obtenga el poder. En la fiesta de cumpleaños Bryce inicia el ritual, y a pesar de que Ángel y su equipo tratan de interrumpir el ritual. Para sorpresa de todos, Yeska no toma a Virginia como sacrificio porque no es virgen. Furiosa por las acciones de su padre, Virginia lo golpea y rehúsa seguir reconociéndolo como su progenitor, revelando que a aunque se acostó con Wesley, perdió la virginidad a los 16. Después de leer un artículo en una revista, tanto Cordelia como Ángel se ponen celosos de la publicidad que Wesley gana como el guardaespaldas de Virginia.

## Elenco
- David Boreanaz como Ángel.
- Charisma Carpenter como Cordelia Chase.
- Alexis Denisof como Wesley Wyndam Pryce.
- J. Agust Richards como Charles Gunn.

## Producción
Alexis Denisox disfrutó interpretar a Ángel en este episodio, aunque cuando la BBC le preguntó que uso el equipo para preparar la sangre falsa que tenía que beber, él estaba inseguro. "Debería saberlo", dice "No me he sentido bien desde entonces."

## Continuidad
- Este episodio marca a Wesley volviéndose un personaje fuerte e independiente con el esto de sus amigos.
- Aparece Virginia Bryce, que se convierte en la novia de Wesley durante la segunda temporada.